# São Miguel das Missões
São Miguel das Missões, amtlich portugiesisch Município de São Miguel das Missões, ist eine Gemeinde im Bundesstaat Rio Grande do Sul in Brasilien mit einer großen Gemeindefläche von rund 1228,4 km² und zum 1. Juli 2021 geschätzten 7692 Einwohnern, die Miguelinos genannt werden. Sie liegt 483 km von der Hauptstadt Porto Alegre entfernt.

## Geographie
Umliegende Orte sind Vitória das Missões, Entre-Ijuís, Eugênio de Castro, Jóia, Tupanciretã, Capão do Cipó, Bossoroca, São Luiz Gonzaga und Caibaté.
Das Biom ist Mata Atlântica und Pampa. Die Höhe wird mit 296 m bis 305 m  angegeben.

## Jesuitenreduktionen
Von 1607 bis 1768 gründeten Missionare der Jesuiten im Dreiländereck Südbrasilien, Paraguay und Argentinien – auch als Gebiet um Posadas bekannt – zusammen mit den Guarani-Indianern viele Missionen, die sogenannten Jesuitenreduktionen. São Miguel ist eine der sieben Östlichen Missionen (Sete Povos das Missões) der Jesuiten.
Die Ruinen der Jesuitenreduktion von São Miguel das Missões wurden 1983 zum Weltkulturerbe der UNESCO erklärt und gehören zu den Jesuitenreduktionen der Guaraní. 1983 bis 1984 wurden weitere vier ehemalige Reduktionen in Argentinien unter dem Sammelbegriff Jesuitenmissionen der Guaraní um vier Stätten (San Ignacio Miní, Misión jesuítica de Santa Ana, Nuestra Señora de Loreto, Santa María la Mayor) erweitert. Auch in Bolivien und Paraguay sind ähnliche Anlagen zum Weltkulturerbe erklärt worden.

## Bevölkerungsentwicklung
| Jahr | Einwohner | Stadt | Land  |
| --- | --------- | ----- | ----- |
| 1991 | 7.088     | 1.700 | 5.388 |
| 2000 | 7.324     | 3.078 | 4.246 |
| 2010 | 7.421     | 3.727 | 3.694 |
| 2020 | 7.683     | ?     | ?     |
| Hier fehlt eine Grafik, die leider im Moment aus technischen Gründen nicht angezeigt werden kann. Wir arbeiten daran! |           |       |       |

Quelle: IBGE (2011)